# Cowley (Londyn)
Cowley – dzielnica Londynu, leżąca w gminie London Borough of Hillingdon. W 2001 roku dzielnica liczyło 8990 mieszkańców. Cowley jest wspomniana w Domesday Book (1086) jako Covelie.